# Willa Rassalskich w Łodzi
Willa Rassalskich – eklektyczna willa znajdująca się przy ulicy St. Wigury 4/6 w Łodzi.

## Historia
Willa została wybudowana w 1925 r. według projektu Leona Lubotynowicza, na zlecenie Ignacego Rassalskiego.
Po wojnie w budynku mieściły się m.in. siedziba PPS, prokuratora, przedszkole oraz restauracje.
W 1992 r. po decyzji Sądu Najwyższego wille zwrócono spadkobiercy właściciela, który na podstawie projektu inżyniera architekta G. Zielińskiego pod nadzorem wojewódzkiego konserwatora zabytków przebudował obiekt – po remoncie mieściła się tu restauracja „Ziemia obiecana” i  obecnie pensjonat o nazwie „Deja Vu”,  . Projekty odtworzeniowe wykonali J. Dominikowski i Z. Władyka oraz Wiesław Budziejewski.
Wnętrze willi zdobyło nagrodę prezydenta miasta Łodzi i uzyskało tytuł Najlepszego Wnętrza Roku 2007 w konkursie Fundacji Ulicy Piotrkowskiej. Jury doceniło przywrócenie pierwotnego podziału parteru oraz dobór mebli, obrazów, bibelotów i dodatków. Projekty wykonały A. Talczewska i D. Jackowska. Odnowieniem obiektu kierowali Marek i Monika Dudkiewiczowie, pod nadzorem wojewódzkiego konserwatora zabytków
Oprócz willi, do rejestru zabytków woj. łódzkiego wpisany jest także, położony na jej tyłach, ogród – do spisu został dodany pod numerem A/366 27 września 1996 r.